# Рурмонд
Рурмо́нд (нід. Roermond, лімб. Remu(u)nj) — місто в нідерландській провінції Лімбург, розташоване на річці Маас при впадінні в неї річки Рур. У 2007 році населення міста становило 54 211 осіб (10 тисяч мешканців на початок XX століття).
Рурмонд дістав міські права в 1231 році. 1441 року Рурмонд пристав до Ганзейзької спілки.
Вулиці в Рурмонді прокладено на місці колишніх фортечних валів. У Рурмонді стоїть католицький кафедральний собор св. Христофоруса (XIII століття).
Промисловість міста представлена значними вовняними і бавовняними фабриками, фарбувальними і канцелярські підприємствами. Функціонують скульптурні майстерні.
У Рурмонді народився (1827), жив і працював та помер (1921) відомий нідерландський архітектор Пітер Кейперс. У його будинку нині функціонує муніципальний музей.